# Сьверчув (Лодзинське воєводство)
Сьверчув (пол. Świerczów) — село в Польщі, у гміні Відава Ласького повіту Лодзинського воєводства.
Населення — 193 особи (2011).
У 1975-1998 роках село належало до Серадзького воєводства.

## Демографія
Демографічна структура станом на 31 березня 2011 року:
|          | Загалом | Допрацездатний вік | Працездатний вік | Постпрацездатний вік |
| -------- | ------- | ------------------ | ---------------- | -------------------- |
| Чоловіки | 97      | 16                 | 67               | 14                   |
| Жінки    | 96      | 17                 | 47               | 32                   |
| Разом    | 193     | 33                 | 114              | 46                   |